# Canko Cwetanow
Canko Nikołajew Cwetanow (ur. 6 stycznia 1970 roku w Byłgarskim Sliwowie) – bułgarski piłkarz występujący na pozycji lewego obrońcy lub defensywnego pomocnika, oraz trener piłkarski.

## Kariera piłkarska
Karierę rozpoczynał w barwach Etyru Wielkie Tyrnowo, gdzie spotkał się ze swoimi przyszłymi kolegami z kadry – Krasimirem Bałykowem, Trifonem Iwanowem i Ilianem Kiriakowem. Był podstawowym zawodnikiem tego klubu, kiedy w sezonie 1990–1991 zdobył on jedyny w swojej historii tytuł mistrza kraju.
Rok później Cwetanow przeszedł do Lewskiego Sofia, gdzie powiększył kolekcję trofeów o dwa kolejne mistrzostwa oraz Puchar. Po udanym Mundialu 1994 wyjechał za granicę. Krótko był zawodnikiem grającego w drugiej Bundeslidze Waldhof Mannheim, dwa sezony spędził w szkockim Aberdeen FC, skąd w 1998 roku powrócił do Niemiec. Piłkarską karierę zakończył w barwach Lewskiego, a jej efektownym finałem był czwarty tytuł mistrza Bułgarii i dwa kolejne Puchary.
W reprezentacji Bułgarii zadebiutował w 1991 roku. Jest młodszy o kilka lat od najlepszego pokolenia bułgarskich piłkarzy (urodzonego na początku lat 60. m.in. Christo Stoiczkowa, Emiła Kostadinowa, Krasimira Bałykowa i Jordana Leczkowa), jednak znalazł się w kadrze na Mundial 1994, na którym podopieczni Dimityra Penewa zajęli czwarte miejsce (był najmłodszym członkiem ekipy). Cwetanow zagrał w sześciu z siedmiu meczów, we wszystkich od pierwszej minuty (z jednego - z Meksykiem - wyeliminowała go kara za czerwoną kartkę). Wystąpił również na Euro 1996 (całe dwa mecze). Po tym turnieju w wieku zaledwie dwudziestu sześciu lat postanowił pożegnać się z kadrą.

## Sukcesy piłkarskie
- mistrzostwo Bułgarii 1991 z Etyrem
- mistrzostwo Bułgarii 1994, 1995 i 2002 oraz Puchar Bułgarii 1994, 2002 i 2003 z Lewskim
- awans do Bundesligi w sezonie 1999-00 z Energie Cottbus

## Kariera szkoleniowa
Po zakończeniu kariery piłkarskiej pracował w sztabach szkoleniowych Lewskiego Sofia i Etyru Wielkie Tyrnowo.
Od 2004 roku jest asystentem Stanimira Stoiłowa, najpierw w Lewskim (2004–2008), a potem w Liteksie Łowecz (2008–2009), reprezentacji Bułgarii (od sierpnia 2009 do września 2010) i Anorthosisie Famagusta (od grudnia 2010). Wspólnie zdobyli dwa mistrzostwa Bułgarii, trzy Puchary Bułgarii, jeden Superpuchar, raz prowadzona przez nich drużyna dotarła do ćwierćfinału Pucharu UEFA i wywalczyła awans do Ligi Mistrzów.